# La Reine de cœur (Disney)
Pour les articles homonymes, voir Dame de cœur (homonymie).
La Reine de Cœur est un personnage imaginaire du long métrage d'animation Alice au pays des merveilles, adapté de l'œuvre de l'écrivain anglais Lewis Carroll Les Aventures d'Alice au pays des merveilles (Alice in Wonderland) parue en 1865, par les studios Disney en 1951.

## Description
Reine cruelle, tyrannique, folle, colérique, méchante, autoritaire et sans pitié, la reine de cœur est décrite par Alice comme "pompeuse, tyrannique, méchante, grossière et laide", la Reine de cœur règne en monarque absolu sur le Royaume de Cœur. Femme imposante vêtue d'une somptueuse robe rouge et noire, elle a pour mari un tout petit Roi totalement effacé et soumis, qui craint les réactions de son épouse. Elle a également à sa disposition une armée de Cartes à jouer, sous ses ordres.
La Reine de cœur a tendance à se mettre facilement en colère. Lorsqu'elle perd son sang-froid, elle exige que ceux qui l'ont contredit ou contrarié aient aussitôt la tête coupée. C'est le sort que subissent les trois Cartes à jouer qui peignent les rosiers blancs de la Reine en rouge. Elle a tendance à jouer au croquet.

## Inspirations
Lewis Carroll, s'est inspiré d'un jeu de carte à jouer, et ses significations pour créer la reine de cœur.

## Prénom du personnage
L'auteur anglais Lewis Carroll, tout comme les studios Disney, n'ont jamais mentionnés le véritable prénom de la reine de cœur.[réf. souhaitée] Toutefois le prénom de la Dame de cœur, dans les jeux de cartes françaises, est Judith.
Dans Descendants : L'ascension de Red , son prénom est Bridget.

## Filmographie
- 1951 : Alice au pays des merveilles
- 2002 : Mickey, le club des méchants

## Interprètes
- Voix originale:Verna Felton
- Voix française: Doublage 1951 : Germaine Kerjean / Doublage 1974 : Paule Emanuele